# Pieza de convicción
Una pieza de convicción es un término utilizado en el ámbito jurídico y penal para referirse a cualquier objeto o elemento que se presenta como evidencia en un proceso judicial, con el fin de demostrar la existencia de un delito, la responsabilidad de un acusado, o algún otro aspecto relevante del caso.
Estas piezas de convicción son cruciales en la etapa de la investigación y en el juicio, ya que sirven para sustentar las acusaciones o defensas presentadas por las partes involucradas. Pueden incluir una amplia gama de objetos, como armas, documentos, fotografías, grabaciones, dinero, drogas, entre otros.
El manejo de estas piezas debe seguir estrictos protocolos para garantizar su autenticidad y la cadena de custodia, evitando cualquier tipo de manipulación o alteración que pueda comprometer su valor probatorio en el proceso judicial. Una vez presentadas ante el juez o tribunal, estas piezas pueden ser fundamentales para la toma de decisiones y la emisión de una sentencia.